# Гордон, Говард
Говард Гордон (англ. Howard Gordon; род. 31 марта 1961) — американский сценарист и продюсер телевидения.
Он наиболее известен по своей работе над сериалом-боевиком канала Fox «24 часа», наряду с триллером Showtime «Родина», который он разработал с Алексом Гансой и Гидеоном Раффом, и политической драмой FX «Тиран», которую он разработал с Крэйгом Райтом. Он также был продюсером критически успешного, но недолговременного, научно-фантастического триллера NBC «Пробуждение».

## Жизнь и карьера
Гордон родился в Куинсе, Нью-Йорке, и окончил среднюю школу Рослин. Он вырос в еврейской семье. После окончания Принстона в 1984 году, Гордон приехал в Лос-Анджелес со своим партнёром-кинематографистом, Алексом Гансой, чтобы преследовать карьеру сценаристов на телевидении. Оба попали в индустрию с эпизодами для «Спенсера» на ABC. После их работы над «Спенсером», пара присоединилась к номинированному на премию «Эмми» сериалу «Красавица и чудовище» в основной сценарный состав, и позже были названы продюсерами.
В 1990 году, команда Ганса-Гордон подписала двухлетний контракт с Witt-Thomas Productions, в ходе чего они спродюсировали несколько пилотов. Один из них был проектом ABC под названием «Усадьбы», который привлёк внимание знаменитого продюсера Криса Картера.
Вскоре после этого, Картер пригласил Гордона и Гансу присоединиться к «Секретным материалам» в качестве супервайзерных продюсеров; Гордон написал несколько сценариев к каждому сезону, прежде чем покинуть сериал в 1997 году, чтобы преследовать другие проекты.
После написания одного эпизода к сериалу «Баффи — истребительница вампиров», Гордон создал своё собственное шоу, недолговременный сериал «Странный мир» в 1999 году. «Странный мир» создал 13 эпизодов, но услуги Гордона и сценариста «Странного мира», Тима Майнира, были быстро раскуплены создателем «Баффи» Джоссом Уидоном для другого проекта: «Ангел». После двух лет с «Ангелом», Гордон спрыгнул с корабля в 2001 году для успешного сериала FOX «24 часа», где он напишет несколько эпизодов для 1 и 2 сезонов, затем обработал все сюжетные арки для 3 и 4 сезонов. Гордон временно покинул «24 часа» в середине сезона 2004 года, чтобы воссоединиться с Майниром, на этот раз в качестве сосоздателя другого сериала FOX, «Особый отдел».
Начиная с 2006 года, Гордон стал шоураннером «24 часов», и он им оставался до финального сезона.

### «Родина»
В 2010 году, после завершения «24 часов», Гордон начал разрабатывать (вместе с Гидеоном Раффом и Алексом Гансой) триллер «Родина» для Showtime. Основанный на израильском сериале «Военнопленный», он сосредоточен на женщине (Клэр Дэйнс), которая работает на ЦРУ и убеждена, что недавно вернувшийся американский военнопленный (Дэмиэн Льюис) переметнулся к «Аль-Каиде». Премьера шоу состоялась в воскресенье, 2 октября 2011 года. Оно было встречено крупной похвалой от критиков и осталось на том же уровне в рейтинге обзоров в течение первого сезона. Showtime сейчас руководит четвёртым сезоном, премьера которого состоялась 5 октября 2014 года.
В 2012 году, он выиграл премию «Эмми» за лучший сценарий драматического сериала за «Пилот» «Чужого среди своих» и сам сериал выиграл премию «Эмми» за лучший драматический сериал.

### «Пробуждение»
В 2011 году, Гордон подписался на новый фэнтезийный пилот Кайла Килена в «Пробуждении» на NBC в качестве исполнительного продюсера. Когда NBC подобрало проект к статусу сериала, Гордон стал сценаристом и шоураннером шоу. Сериал шёл только с 1 марта 2012 года по 24 мая 2012 года, прежде чем его отменили.

### «Франкенштейн»
Совсем недавно, в 2015 году он стал работать в качестве исполнительного продюсера драматического сериала ужасов «Франкенштейн» для Fox Televison Network. Пилот «Франкенштейна» основан на сценарии, написанном Рэндом Рэвичем, который также будет работать исполнительным продюсером сериала.